# Rhododendron stevensianum
Rhododendron stevensianum är en ljungväxtart som beskrevs av Hermann Sleumer. Rhododendron stevensianum ingår i släktet rododendron, och familjen ljungväxter. Inga underarter finns listade i Catalogue of Life.